# Живојин Рајовић
Живојин Рајовић (Јабланица, 1891—Добрун, 1954), био је земљорадник, учесник Балканских ратова и Првог светског рата и носилац Карађорђеве звезде са мачевима.
Рођен је 25. јуна 1891. године у Јабланици, од оца Јеврема и мајке Тодосије, који нису имали средстава да школују сина, па је сам научио да чита и пише. Ослободилачке ратове 1912—1918. је провео у 2. хаубичкој батерији Шумадијске дивизије. После рата вратио се у Јабланицу, где је живео са женом Станојком, са којом није имао деце.
У ноћи28/29. августа 1954. године, приликом повратка са вашара у Добруну (БиХ), убијен је са два ударца ножем у пределу срца.